# Третій шведський хрестовий похід
Третій шведський хрестовий похід (швед. Tredje svenska korståget) ― шведська військова кампанія 1293 року проти язичників Карелії, підконтрольної Новгородській республіці.
Назва даного хрестового походу є доволі суперечливою, адже він історично був як частиною т. зв. північних хрестових походів, так і більшої серії військових конфліктів саме у війнах між Швецією та Новгородом.
Хід третього шведського хрестового походу записано у Хроніці Еріка (швед. Erikskrönikan), згідно із якою шведи, що прийшли з Уппланду, захопили на початку походу чотирнадцять карельських сотень та завоювали фортецю Корела (де згодом було засноване місто Кексгольм); також вони звільнили багато полонених. Проте, згідно із тією ж хронікою, шведи втратили Корелу на користь новгородців у ході того ж самого походу.

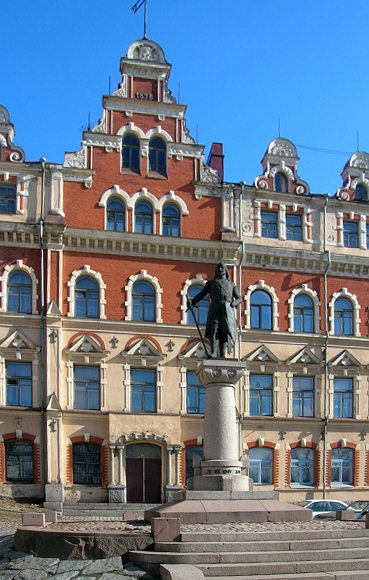
Пам'ятник Торґільсу Кнутсону у Виборзі

## Причини походу
Згідно із Хронікою Еріка, причиною військового походу на Карелію були вторгнення язичників на християнські території. Біргер Магнуссон, король Швеції у 1290—1318 рр., у своєму листі від 4 березня 1295 року до Любека та інших торгових міст Балтійського моря стверджував, що причиною хрестового походу проти карелів були їх довготривалі набіги та грабунки, а також той факт, що вони захоплювали у полон шведів і інших мандрівників та катували їх. В історичних джерелах згадується і військовий похід карелів проти Швеції, що відбувся у 1257 році, і через який шведський король Вальдемар (1250—1275) звернувся до Папи Олександра з проханням оголосити хрестовий похід проти них, на що останній погодився.
Окрім цього, карели та тавастійці постійно нападали на території одне одного. Тавастійці, втім, були навернені до християнства насильницьким шляхом у ході Другого шведського хрестового походу, у той час, як карели досі дотримувалися традиційних фінських вірувань.
Через Карелію проходив важливий торговий шлях між Новгородом та заходом. Німецькі ганзейські торговці хотіли гарантій безпеки на східних торгових шляхах, оскільки на карельській території тоді було небезпечно. Проте жодна зі сторін, ані шведська, ані новгородська, не могли їх надати.

## Очільник походу
Згідно із даними Хроніки Еріка та Новгородського першого літопису у 1293 році командувач королівських збройних сил, маршал Торґільс Кнутсон, знарядив великий флот та військо, яке дійшло до Карелії. Біргер Магнуссон згадує, що зібране військо було великим, а сам похід ― дорогим.
Питання про очільника походу у наш час згідно із загальноприйнятою точкою зору вважається відкритим. Згідно зі свідченнями, Торґільс Кнутсон у травні та липні 1293 року перебував у Швеції, тобто таким чином не міг перебувати принаймні довгий час у Карелії.

## Наслідки

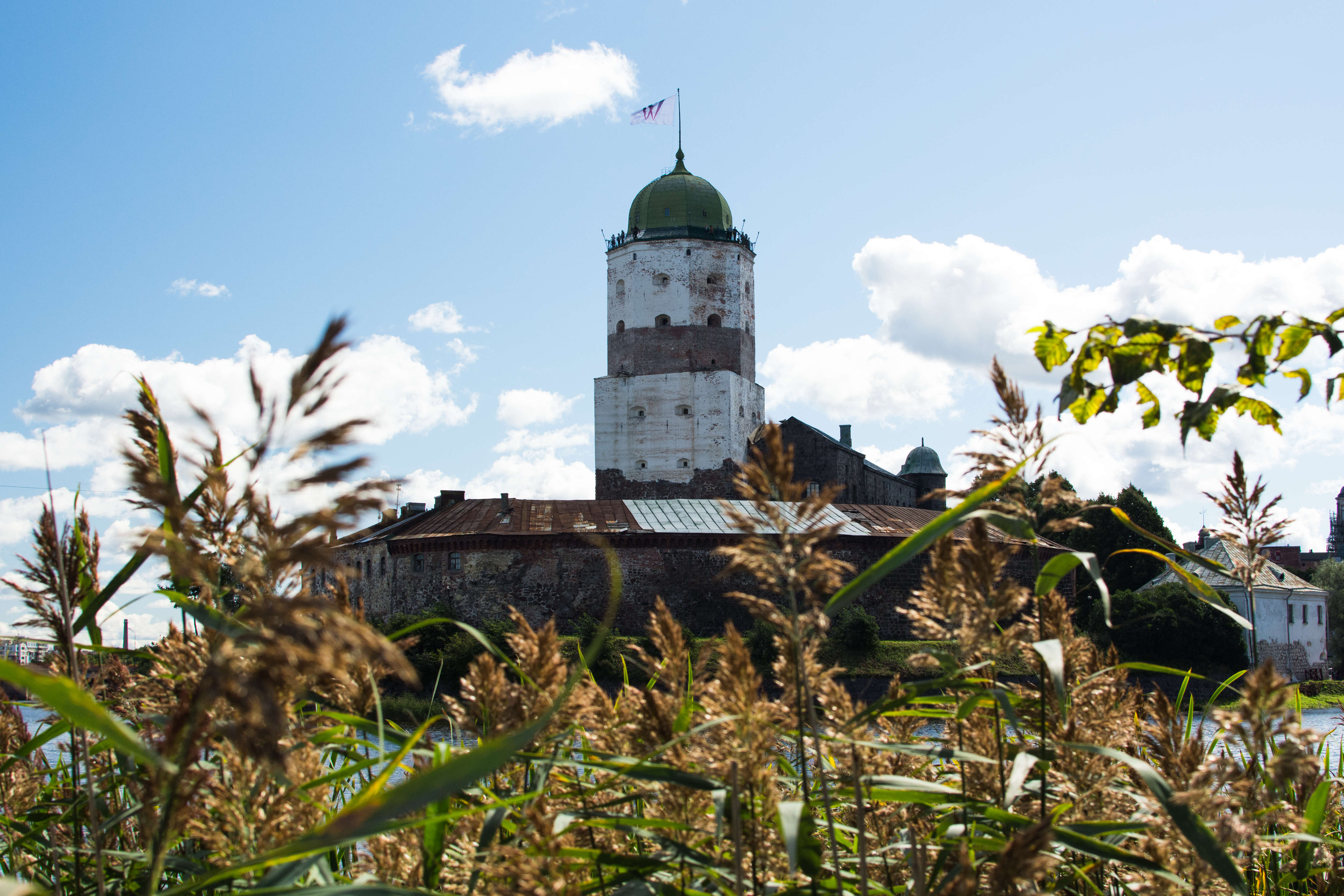
Виборзький замок

У 1293 році на місці зруйнованого карельського торгового поселення Торґільс Кнутсон заснував Виборзький замок, який став найсхіднішим форпостом середньовічного шведського королівства.
Після хрестового походу на Карелію конфлікти між Швецією, фінами та Новгородом продовжилися: у 1311 році новгородці напали на Гяме та спалили місто, а у 1318 році ― на місто Турку, спаливши його повністю. Наступні розбійні набіги та окремі конфлікти вже почали виснажувати обидві сторони, і у 1323 році було укладено Орєховський мир. Цією мирною угодою скінчився період хрестових походів до Фінляндії.
Внаслідок третього хрестового походу Західна Карелія опинилася під владою Швеції до 1721 року, коли було укладено Ништадтський мир.

## Інші джерела
- Jukka Korpela, Viipurin linnaläänin synty. Karjalan kirjapaino OY, Lappeenranta 2004.
- Linna Martti, ed. (1989) Suomen Varhaiskeskiajan Lähteitä (Historian Ystäväin liitto ry) ISBN 9789519600611
- Mauno Jokipii, Karjalan ristiretki ja taistelu Nevan reitistä. Snellman-instituutti 2003, Kuopio.